# Harmonia

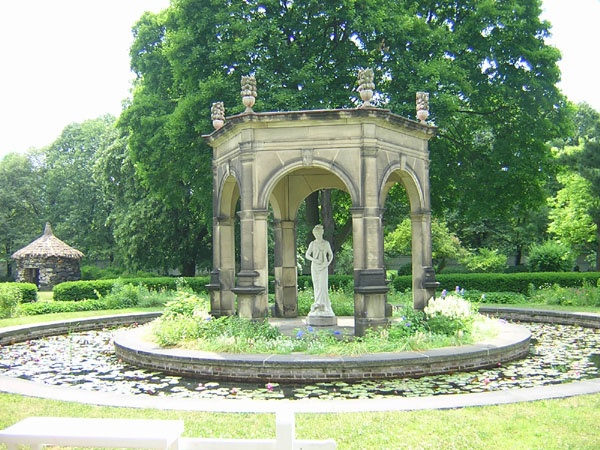
Socha Harmonie v zahradách Old Economy Village, Pensylvánie

Harmonia – dcera boha války Area a bohyně lásky Afrodíty, manželka prvního thébského krále Kadma.

## Mytologie
Harmonia žila dlouho šťastně, ale nebylo jí osudem dopřáno těšit se ve stáří ze svých dětí. Ztratila dvě dcery, Semelu a Ínó, které jí zahubila bohyně Héra a později i vnuka Aktaióna, který byl obětí hněvu bohyně Artemidy.
Ze žalu opustila i s manželem Théby a odešli do Illyrie. Když jednou Kadmos přemýšlel, za co je stihl takový trest bohů, vzpomněl si, že při zakládání Théb zabil posvátného hada boha Area, který mu rozsápal druhy. Povzdechl si, že by sám byl raději hadem než takto trpět. Sotva slova vyřkl, jeho tělo se protáhlo, srostly mu nohy a než se dovolal Harmonie, byl proměněn v hada. Nešťastná Harmonia nato zvolala, že měli bohové změnit v hada spíš ji samotnou. V tom okamžiku bylo její přání také splněno.

## Kult
Harmonia byla starořecká bohyně harmonie a svornosti. Jejím římským protějškem byla Concordia.

## V umění
Svatba Kadma a Harmonie je námětem opery Jeana-Baptisty Lullyho Cadmus et Hermione z roku 1673. Toto dílo je považováno za první francouzskou operu.
V Hérakleitově theogonii je Harmonia považována za sestru Deima a Fobose (jeho vědění se nám uchovalo pouze v podobě zlomků, takže máme z jeho theogonie zachované pouhé útržky, ale vykazuje zajímavé odlišnosti oproti běžnému výkladu). Někteří historikové se pozastavovali nad otázkou, proč nepatří mezi skupinu Múz, které se měly vyznačovat jejími schopnostmi.